# Mathilde Juncker
Pour les articles homonymes, voir Juncker.
Mathilde Rahbek Juncker, née le 3 mars 1993 à Roskilde, est une handballeuse internationale danoise qui évolue au poste de gardienne de but. 